# この人生に賭けて
「この人生に賭けて」（原題： Life's Been Good）は、ジョー・ウォルシュが作詞作曲し、1978年に発表した楽曲。

## 概要
1978年4月20日公開の映画『FM』の挿入歌として発表された。また、同時に発売された映画のサウンドトラック・アルバムにも収録された。
同年5月16日発売のウォルシュの4枚目のアルバム『ロスからの蒼い風（But Seriously, Folks...）』に収録。B面の最後に収録されたアルバム・バージョンは、曲が終わって30秒後にウォルシュの「Wha-oh...here comes a flock of wanh-wanhs!」という隠しメッセージが流れる。シングル・バージョンは8分から4分35秒に短縮された。8月12日付のビルボード・Hot 100の12位を記録した。イギリスは14位、アイルランドは13位、カナダは11位を記録するなど大ヒットとなった。シングルのB面は「不思議なボート（Theme from Boat Weirdos）」。
バッキング・ボーカルはジョディ・ボイヤー、プロデューサーのビル・シムジク、ドラムのジョー・ヴィタル。掛け合いの低い声のレスポンス（「Everybody says "I'm cool"」と「Everybody say "Oh, yeah!"」）はシムジクが務めた。

## その他のバージョン
- 1980年7月29日、サンタモニカでのライブ演奏。同年11月7日発売の『イーグルス・ライヴ』に収録。
- 1990年2月18日放映の『MTVアンプラグド』でドクター・ジョンと共に演奏[6]。
- ダリル・ホールがホストを務めるオンライン番組『Live from Daryl's House』でホールと共に演奏。2012年11月15日に配信された。